# Just L'Hernault
Juste-Pierre Lhernault, dit Just L'Hernault, né le 5 octobre 1832 à Remiremont et mort le 10 mars 1922 à Paris, est un artiste peintre et illustrateur français.

## Biographie
Né à Remiremont le 5 octobre 1832, Juste-Pierre Lhernault est le fils d'Appoline Lhernault, née Masson, et de Pierre-Sigisbert Lhernault, chapelier.
Après avoir terminé ses études secondaires au collège de Remiremont, Just L'Hernault entreprend une formation artistique grâce à la protection du docteur Petitmengin, ancien maire de cette ville et conseiller général des Vosges pour le canton de Remiremont. Il obtient ainsi une bourse du conseil municipal de sa ville natale qui lui permet de poursuivre son apprentissage à Paris, dans l'atelier du peintre vosgien Louis Français, au début des années 1850. Plusieurs de ses œuvres sont présentées à l'Exposition des produits d'art et d'industrie de l'arrondissement de Remiremont, organisée en 1851 à l'initiative de Charles Friry. L'une d'elles, gravée par Henri Valentin, est publiée dans L'Illustration.

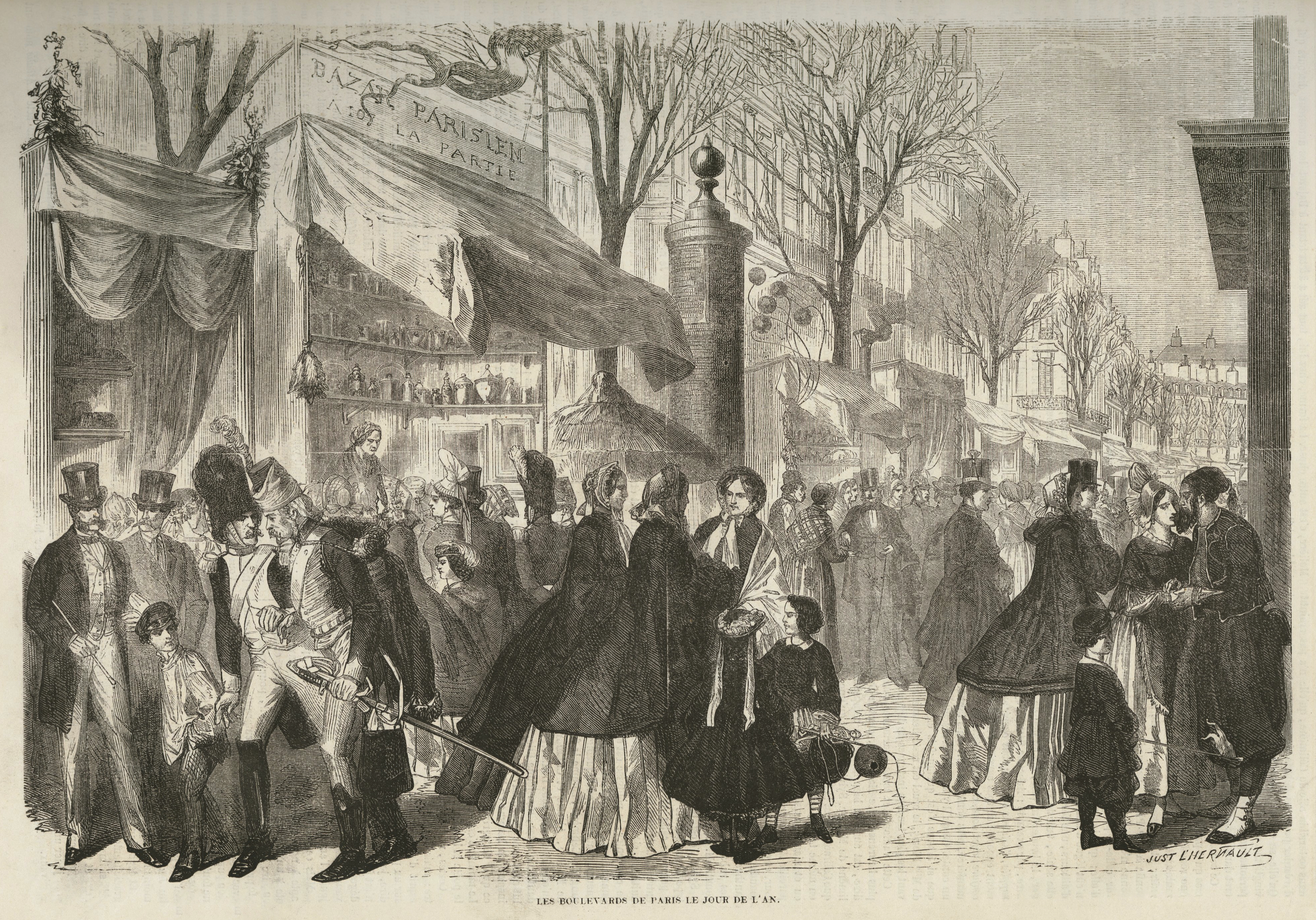
Les Boulevards de Paris le jour de l'an (L'Illustration, 4 janvier 1862).

Illustrateur pour la presse (L'Illustration, Le Magasin pittoresque, Le Monde illustré, Le Journal illustré) et l'édition dès la fin des années 1850, L'Hernault expose également plusieurs tableaux au Salon entre 1865 et 1883. Il s'agit principalement de scènes de genre s'inscrivant dans le mouvement réaliste. Il honore aussi des commandes pour des édifices civils (copie du portrait officiel de l'Empereur par Winterhalter pour la sous-préfecture d’Arcis-sur-Aube, portrait de Louis Servin pour la Cour de cassation) et religieux (tableaux d'autel pour l'église de Bonneuil-sur-Marne).
Le 9 septembre 1880, Just L'Hernault épouse Félicie Audiat (1831-1883), veuve Deleutre, nièce du peintre Philippe-Auguste Jeanron et artiste peintre elle aussi. Le couple habite alors au 97 de l'avenue d'Eylau. Félicie meurt moins de trois ans plus tard.

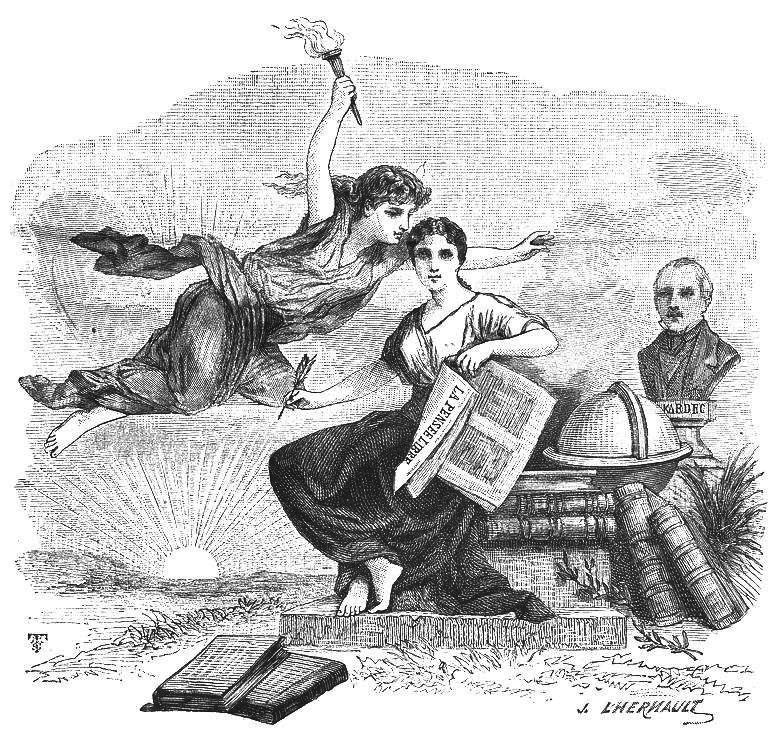
Détail de la couverture de La Pensée libre (1886).

Le 26 juin 1886, L'Hernault est élu président de la Société parisienne des études spirites, fondée en 1858 par Allan Kardec. L'artiste y prononce des conférences et collabore au mensuel de la société, La Pensée libre, dont il illustre la couverture. Un demi-siècle plus tard, un ancien membre de ce groupe kardéciste, Émile di Rienzi, évoquera avec nostalgie « le dessinateur Just L'Hernault à la barbe grisonnante, au front fuyant, qui savait paternellement laisser parler les autres ».
Professeur à l'Association polytechnique, qui œuvre depuis 1830 à l'instruction des classes laborieuses, L'Hernault donne gratuitement des cours de dessin, notamment à l'école laïque libre pour filles de Mesdemoiselles d'Agles et Legueult et à l'école communale de la rue de la Victoire. Cet engagement bénévole lui vaut d'être nommé officier d'Académie à l'occasion du 14 juillet 1889 puis officier de l'Instruction publique en 1902.
Âgé de 89 ans, Just L'Hernault, « sans profession », meurt à la maison de retraite Chardon-Lagache le 10 mars 1922. Le 21 avril précédent, il a indiqué dans son testament qu'un quart de ses biens devait être légué à la Fondation Taylor.

## Œuvres
Liste non exhaustive. Sauf mention contraire, il s'agit de peintures à l'huile sur toile.
- Proclamation solennelle à Remiremont de la Constitution de 1848, 127 x 95.5 cm, Remiremont, Musée Charles-de-Bruyères, déposée à l'hôtel de ville de Remiremont[4].
- Un Rémouleur, Salon de 1865 (no 1370), Remiremont, Musée Charles-de-Bruyères.
- Musiciens ambulants, Salon de 1866 (no 1242).
- Le Berceau vide, Salon de 1867 (no 977).
- Lecture, Salon de 1870 (no 1769).
- La Vierge présente l'Enfant Jésus à l'adoration de saint Julien l'Hospitalier (copie d'après La Vierge et l'Enfant entre saint Julien et saint Nicolas de Myre de Lorenzo di Credi), 164 x 165 cm, commande du département de la Seine pour l'église de Bonneuil-sur-Marne en 1872[14].
- Un Peintre dans son atelier, Salon de 1875 (no 1372).
- Portrait de Louis Servin, avant novembre 1877, Paris, Palais de la Cour de cassation[15].
- L'Avare, Salon de 1879 (no 1926).
- Tireuse de cartes, Salon de 1879 (no 1925).
- Diogène, Salon de 1883 (no 1520).
- Repos du chasseur, Salon de 1883 (no 1521).
- L'Incendie, Remiremont, Musée Charles-de-Bruyères.
- Pêcheurs bretons, aquarelle, Musée de Dieppe.

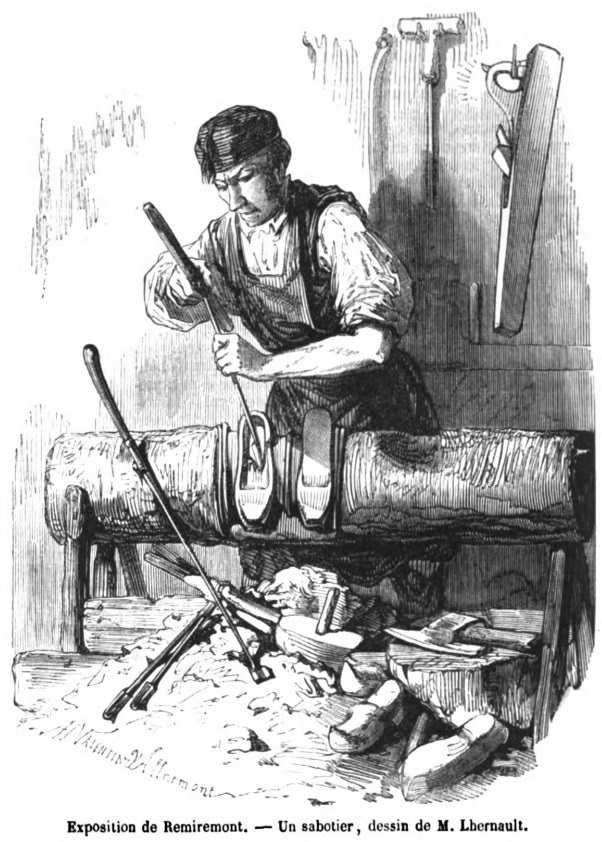
Un Sabotier, gravure d'Henri Valentin d'après un dessin de L'Hernault[5].
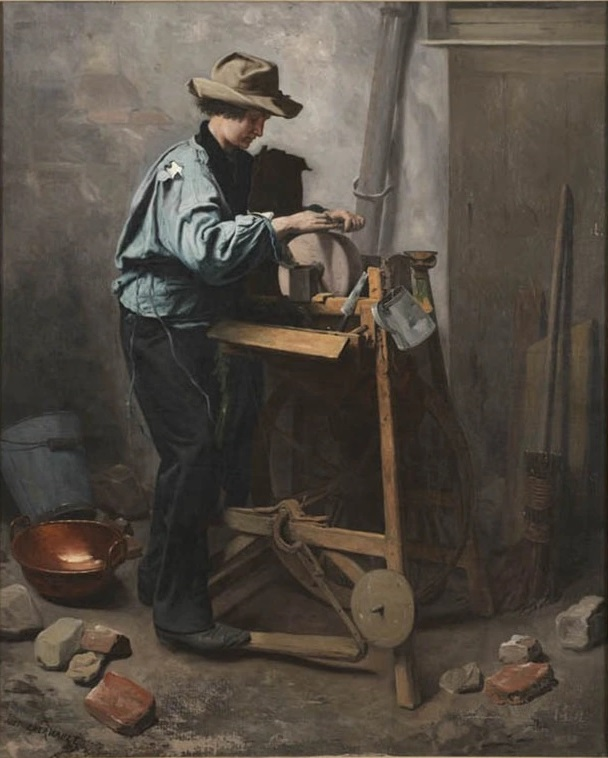
Un Rémouleur, 1865, Remiremont, Musée Charles-de-Bruyères.
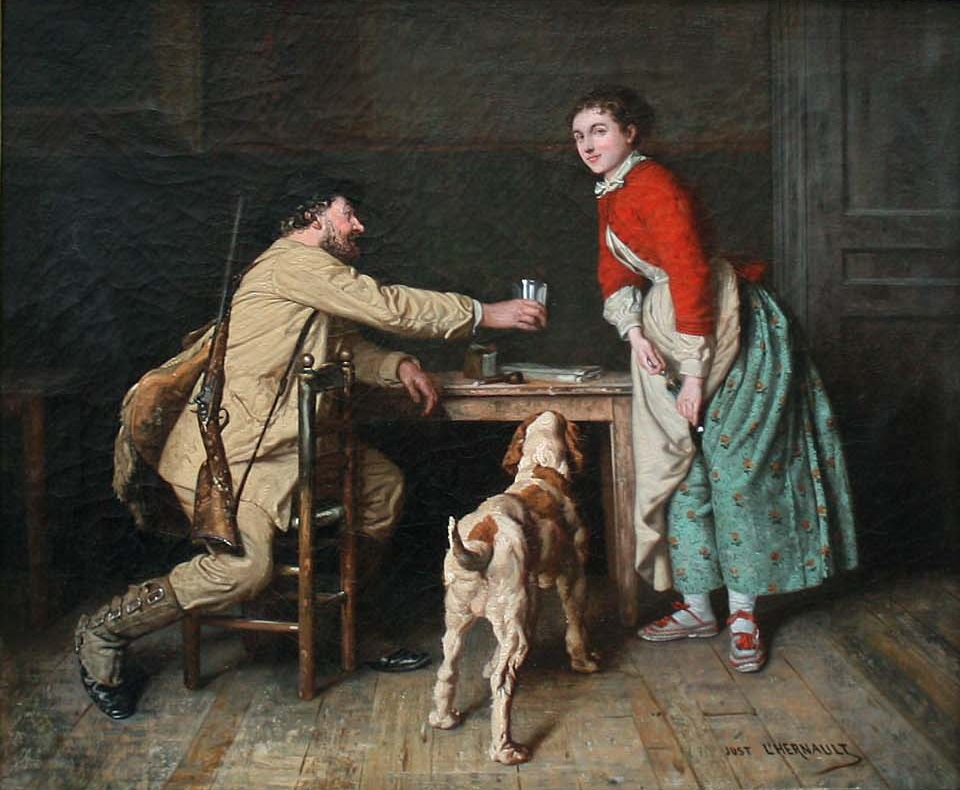
Repos du chasseur, 1883.